# 주세훈
주세훈(1963년 11월 28일 ~ )은 대한민국의 가수이다.

## 음반
- 2017년 세월아 쉬었다 가자